# Prunč
Prunč je priimek več znanih Slovencev:
- Erich Prunč (1941–2018), koroško-slovenski jezikoslovec, literarni zgodovinar, pesnik in prevajalec